# Suzzies orkester (musikalbum)
Suzzies orkester, Suzzies orkesters självbetitlade debutalbum, utkom 1984.

## Låtlista
| Nr  | Titel                 | Låtskrivare                    | Längd |
| --- | --------------------- | ------------------------------ | ----- |
| 1.  | "Het eld"             | Keith Almgren, Gunnar Skoglund | 3.25  |
| 2.  | "Bara du och jag vet" | Lars Karlsson, Gunnar Skoglund | 4.35  |
| 3.  | "Dansa med mig"       | Lars Karlsson, Gunnar Skoglund | 3.59  |
| 4.  | "Ta dig i akt"        | Lars Karlsson, Gunnar Skoglund | 3.52  |
| 5.  | "Stand in"            | Lars Karlsson, Gunnar Skoglund | 3.58  |
| 6.  | "Röd romans"          | Keith Almgren, Gunnar Skoglund | 3.31  |
| 7.  | "Förföljd"            | Lars Karlsson, Gunnar Skoglund | 3.57  |
| 8.  | "Befria mig           | Lars Karlsson, Gunnar Skoglund | 3.35  |
| 9.  | "Radiokontakt"        | Keith Almgren, Gunnar Skoglund | 5.18  |
| 10. | "Jag kan avslöja dig" | Lars Karlsson, Gunnar Skoglund | 3.50  |